# Беловка (Оренбургская область)
Бело́вка — село в Сакмарском районе Оренбургской области. Административный центр Беловского сельсовета.

## География
Село находится недалеко от левого берега реки Сакмара, на расстоянии примерно 6 км (по прямой) к востоку от села Сакмара, административного центра района.

### Часовой пояс
Село Беловка, как и вся Оренбургская область, находится в часовой зоне МСК+2. Смещение применяемого времени относительно UTC составляет +5:00.

## История
Нынешнее название села связано с фамилией первопоселенца, прежнее (Акимовка) с его именем (Аким Белов).

## Население
| 2010 |
| ---- |
| 1282 |

### Национальный состав
Согласно результатам переписи 2002 года, в национальной структуре населения русские составляли 93 % из 1051 чел.

## Улицы
| - ул. 9 Мая, - ул. Белова, - пер. Береговой, - ул. Водосточная, - ул. Восточная, - ул. Заовражная, - ул. Зелёная, | - ул. Кооперативная, - ул. Лесная, - ул. Луговая, - ул. Мельничная, - ул. Молодёжная, - ул. Набережная, - ул. Новая, | - ул. Новосёлов, - ул. Пионерская, - ул. Раздольная, - ул. Степная, - ул. Строителей, - ул. Фельдшерская, - ул. Центральная. |